# Kunstverzameling Friedrich-Christian Flick
De Kunstverzameling Friedrich-Christian Flick is een kunstverzameling van de gelijknamige Duitse industrieel Friedrich-Christian Flick.
De verzameling Flick is een van de omvangrijkste privécollecties van moderne en hedendaagse kunst. Friedrich-Christian erfde dit vermogen van zijn grootvader, Friedrich Flick (1883-1972), een industrieel die tijdens het naziregime nauw samenwerkte met de SS-leider Heinrich Himmler.
De collectie telt ongeveer 2500 kunstwerken van onder meer Piet Mondriaan, van de dadaïsten Marcel Duchamp en Kurt Schwitters, en van Sigmar Polke, Gerhard Richter, Bruce Nauman en Richard Serra.